# Надежда (Кезький район)
Наде́жда (рос. Надежда) — присілок в Кезькому районі Удмуртії, Росія.
Населення — 9 осіб (2010; 19 в 2002).
Національний склад станом на 2002 рік:
- удмурти — 74 %

Урбаноніми:
- вулиці — Центральна